# Farid Esack

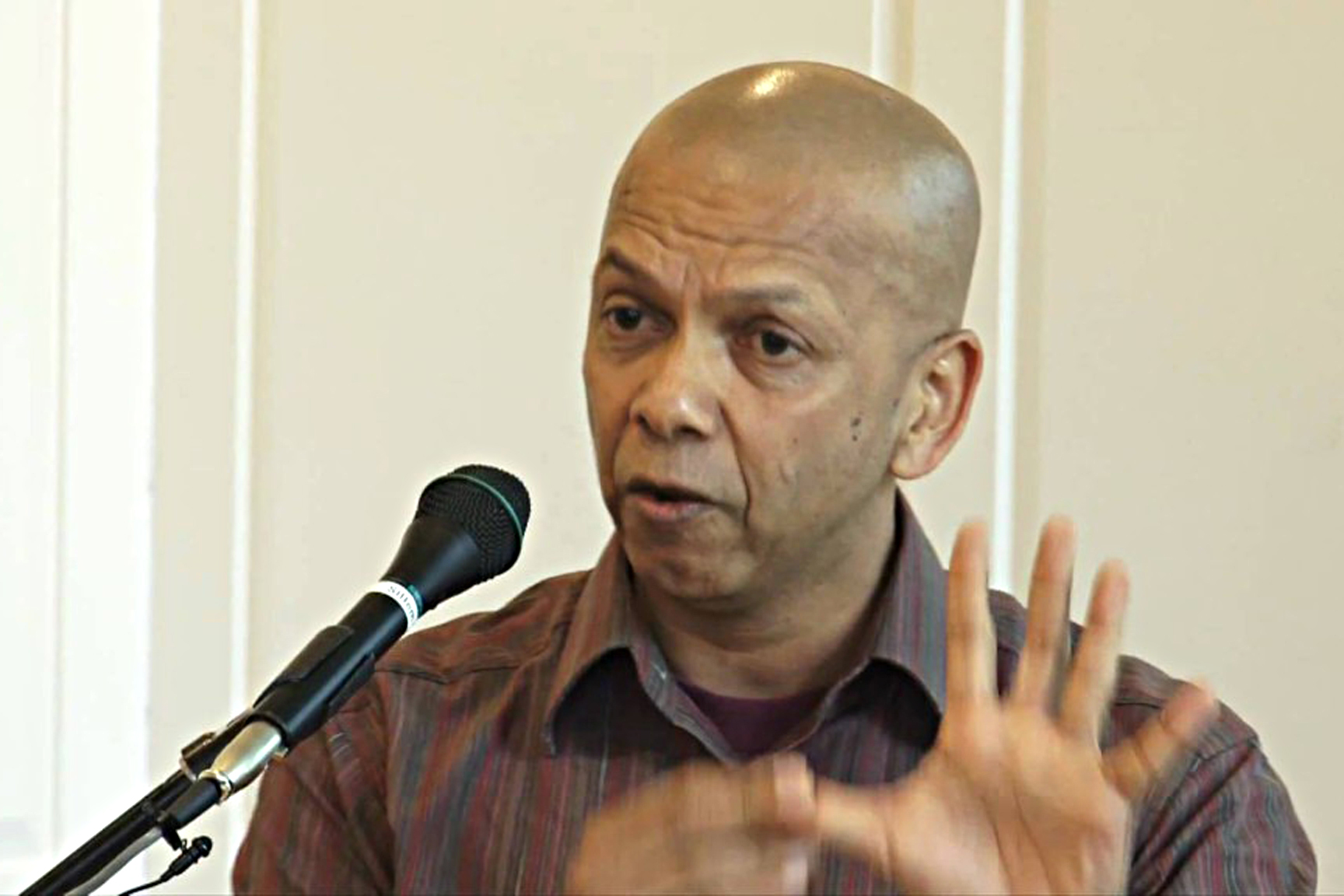
Farid Esack

Farid Esack (Wynberg (Kaapstad), 1959) is een Zuid-Afrikaanse schrijver en moslimtheoloog.
Hij studeerde islamitisch recht en theologie in Karachi (Pakistan) en behaalde een doctorsgraad in de hermeneutiek van de Qor'an aan de Universiteit van Birmingham en doceerde geruime tijd Religious Studies aan de Universiteit van Westkaap. Momenteel bekleedt Esack de leerstoel Ethics, Religion and Society van de Xavier University in Cincinnati. Hij beperkt zich in zijn colleges niet tot islamitische theologie, maar verbond theologie met politiek, milieubeleid en vrouwenrechten.
Esack werd vooral bekend door zijn meesterwerk over islamitische bevrijdingstheologie: Qur'an, Liberation and Pluralism. Momenteel doet hij onderzoek naar progressieve islam en 'Aids en een islamitische theologie van mededogen'.
Esack zette zich in zijn geboorteland in voor de bestrijding van racisme en seksisme en schreef politieke en sociaal-religieuze columns voor diverse dag- en maandbladen en adviseerde de regering-Mandela op het gebied van vrouwenrechten. Esack is verbonden aan diverse (internationale) islamitische en maatschappelijke organisaties, waaronder de (Aids) Treatment Action Campaign in Zuid-Afrika.
Hij leidt verder regelmatig debatten op televisie en radio, zoals bij de Nederlandse Moslim Omroep.

## Publicaties
- Qur’an, Liberation and Pluralism Oxford (Oneworld) 1996, 288 pages, ISBN 1-85168-121-3
- On Being a Muslim: Finding a Religious Path in the World Today Oxford (Oneworld) 1999, 224 pages, ISBN 1-85168-146-9
- The Qur'an: A Short Introduction Oxford (Oneworld) 2002, 224 pages, ISBN 1-85168-231-7
- The Qur'an: A User's Guide Oxford (Oneworld) 2005, 224 pages, ISBN 1-85168-354-2

- Bibsys: 98012440
- Bibliothèque nationale de France: cb145256732 (data)
- Gemeinsame Normdatei: 143114514
- International Standard Name Identifier: 0000 0001 0814 2546
- Library of Congress Control Number: nr92002116
- Nationale Bibliotheek van Tsjechië: jcu2015862964
- Nationale Bibliotheek van Israël: 987007431866705171
- Système universitaire de documentation: 076556964
- Virtual International Authority File: 37151289
- WorldCat: E39PBJyhhPCQm4htJkvtKYwKVC